# Adet
Adet – miasto w Etiopii, w regionie Amhara. Według danych szacunkowych na rok 2015 liczy 30 000 mieszkańców.